# Tres intermezzi per a piano
El Tres intermezzi per a piano, op. 117, són composicions per a piano sol de Johannes Brahms compostes l'estiu de 1892.
Els Tres intermezzi per a piano són:
- "Núm. 1 en mi bemoll major"
- "Núm. 2 en si bemoll menor"
- "Núm. 3 en do sostingut menor"

## Elsintermezzide Brahms
Un intermezzo és un tipus d'obra destinada a ser interpretada entre els actes d'una obra llarga, a la manera d'un descans i un entreteniment. En el cas de Brahms, usà el nom per un tipus de peça per a piano quan no veia clara una altra denominació; així, solen ser peces ni especialment capritxoses o ni massa intenses. Després de compondre gran variacions (Variacions sobre un tema de Paganini (1863) i Variacions sobre un tema de Haydn (1873) Brahms abandona la composició de grans obres per a piano i tota la seva producció pianística ja serien bàsicament conjunts de peces breus.

## Anàlisi musical
Són tres intermezzi:
1. En mi bemoll major
2. En si bemoll menor
3. En do sostingut menor

### Núm. 1 en mi bemoll major
El primer intermezzo està en la tonalitat de mi bemoll major i compàs 6/8. Té una forma ternària (ABA'), amb les indicacions de tempo: Andante moderato - Più Adagio - Un poco più Andante. La seva interpretació dura uns 5'10" minuts.
A la partitura té un prefaci amb dues línies de text d'una vella balada escocesa, Lady Anne Bothwell's Lament. El text diu:
"Balow, my babe, lie still and sleep!"
It grieves me sore to see thee weep!
Realment l'intermezzo núm. 1 és com una cançó popular i ens fa recordar els moviments lents de les sonates per a piano de joventut.

### Núm. 2 en si bemoll menor
El segon intermezzo està en la tonalitat de mi bemoll major i compàs 3/8. Té una forma ternària amb elements de la forma sonata, i té una única indicació de tempo: Andante non troppo e con molto espressione. La seva interpretació dura uns 3'46" minuts. Per al biògraf de Brahms Walter Niemann, la part central sembla que retrati un "home que s'alça amb el vell i ombrívol vent de la tardor que l'envolta".

### Núm. 3 en do sostingut menor
El tercer intermezzo està en la tonalitat de do sostingut menor i compàs 2/4. Té una forma ternària expandida (A A’ B A”), i té una única indicació de tempo: Andante con moto . La seva interpretació dura uns 4'50" minuts.
El tema principal, una malenconia cançó de bressol, es reprodueix en octaves que cal interpretar suaument. Flueix tranquil·lament, començant amb un cert optimisme però, en general, té un ambient bastant reservat i auster. La frase de contrast també es presenta en octaves. La secció central està en la major. Una breu transició porta a la tornada de la secció A, que apareix reharmonitzada. Brahms es va referir una vegada a aquest Intermezzo com "la cançó de la meva pena".